# Megalastrum lanuginosum
Megalastrum lanuginosum är en träjonväxtart som först beskrevs av Georg Friedrich Kaulfuss, och fick sitt nu gällande namn av Holtt. Megalastrum lanuginosum ingår i släktet Megalastrum och familjen Dryopteridaceae. Inga underarter finns listade.